# クロスカディア
『クロスカディア』は、神坂一の日本のライトノベル作品である。イラストは谷口ヨシタカ。富士見ファンタジア文庫（富士見書房）より2001年11月から2005年2月まで刊行された。

## ストーリー
ヒュームの町で一人学生生活を送る青年、シンドレッド・カイラム（シン）。ある日、シンの前に突然現れた自称悪人の少女、メイが彼の平穏な日々を狂わせる。はじめて会ったその晩、彼らは恐ろしい悪魔のような黒い影に襲われる。恐怖のため硬直するシン。胸を貫かれ瀕死の状態になるメイ。満月の夜に緊張と衝撃が走る。
その次の日、昨晩の出来事に悪魔に対する恐怖と自分へのふがいなさから、武器を持つシン。そこに現れた第二の変人、自称リワーダのラフラ・リフラ。彼女の登場がシンに新たな悩みを増やすのであった。だんだんと増えていく変な仲間たち。さらに激しくなる戦闘。
そしてついには、現れる魔妖族（ディーファ）たちの攻撃に応戦しつつ、成り行きで大陸を越えるシン。
ヒュームの町で会った不思議なドラグノ（レゼルド・ギノス・レジザノール）が明かす衝撃の事実。
いつしか変異する彼（シン）の人生は、とんでもない方向に世界に向かわせていた。

## 登場人物
シンドレッド＝カイラム
通称シン。人間族（ヒューム）で軍人育成の修練学校に通う。幼いころに父母を亡くしているせいか、少し大人びた性格をしている。基本的には常識人だが、生来の目つきの悪さもあって他者からは誤解されることが多い。一人暮らしをしているため家事スキルは高く、また面倒見も良い。いきなり同居してきたメイを厄介事の種と思っていると同時に、放っておけないとも思っている。もっとも、それを口にすることは滅多にない。要はツンデレである。
武器はディーヴァの血を破壊する律崩術剣（クランブレード）。律崩術剣は魔力を光の刃に変える武器で、使用者の魔力によってサイズが変化する。本来はヒュームよりはるかに魔力が強いドラグノの武器であるため、ヒュームであるシンが使用するとショボいサイズの光の刃（短剣サイズ）となる。しかしディーヴァの血を破壊するという効果は、レンジ面の不利を補って余りある特性であり、ディーヴァに対しては必殺の武器と成り得る。基本的にディーヴァは身体能力・魔力ともにヒューム以上だが、先述した律崩術剣の特性、そしてシンのヒュームとしては極めて高い身体能力も相まって、作中ではディーヴァを相手に一歩も譲らない戦いぶりを披露する。
メイ
自称悪人のヒロイン。悪人を自称してはいるが、特にこれといった悪事を働いたりはしない。整った容姿をしているが、頭はかなり残念。残念すぎて、彼女をよく知らない人間からは、頭がすごく良く見えることが稀にある。シンを「部下その二」と任命し、無理やり居候を始める。性格は無邪気で天然でマイペースな、典型的なアホの子。基本的に思い付きで行動する。しかも常識があまりないため、ロクなことを思いつかない。その非常識さで種族や地位、立場などの壁を越えてしまうこともあるが、悪い意味でが9割なので、やっぱりロクなことを思いつかないが結論となる。ちなみにそうしたしわ寄せは大抵シンの方へと向かうことになる。
レゼルド＝ギノス＝レジザノール
鱗竜族（ドラグノ）の留学生。
メイに深く興味をもつ。
ラフラ＝リフラ
戦闘時には犬になる憑霊族（リワーダー）。
メイに生きるための糧（つまりエサ）をもらい仲間になる。
ギソウル
女魔妖族（ディーヴァ）の兵士。
一言でいえば、謎のディーヴァ。

## 既刊一覧
- 神坂一（著）・谷口ヨシタカ（イラスト）、富士見書房〈富士見ファンタジア文庫〉、全6巻
  - 『クロスカディア1 月メグル地ノ来訪者タチ』、2001年11月20日発売[1]、ISBN 4829113928
  - 『クロスカディア2 影メグル地ノ邂逅者タチ』、2002年4月20日発売[2]、ISBN 482911424X
  - 『クロスカディア3 風ワタル地ノ放浪者タチ』、2002年10月19日発売[3]、ISBN 4829114681
  - 『クロスカディア4 風サワグ地ノ逃亡者タチ』、2003年11月20日発売[4]、ISBN 4829115661
  - 『クロスカディア5 月眠ル地ノ反逆者タチ』、2004年7月17日発売[5]、ISBN 4829116307
  - 『クロスカディア6 星メグル地ノ訪問者タチ』、2005年2月19日発売[6]、ISBN 4829116897

文庫未収録短編
- クロスカディアワールドガイド（月刊ドラゴンマガジン 2003年12月号掲載）

## カードゲーム
- ドラゴン☆オールスターズブースターパック第2弾より第3弾まで参加。

## その他
- 同じ神坂一の書いたSF読み切り短編「O・P・ハンター」（角川スニーカー文庫の同名の短編集に収録）にはシンという名の男性キャラクターとメイという名の女性キャラクターが登場する。